# Riverdale (serie de televisión)
Riverdale es una serie de televisión estadounidense de drama basada en los personajes de Archie Comics. La serie fue adaptada para The CW por el director creativo de Archie Comics, Roberto Aguirre-Sacasa, y es producida por Warner Bros. Television y CBS Television Studios, en asociación con Berlanti Productions y Archie Comics. Originalmente concebida como una adaptación cinematográfica para Warner Bros. Pictures, la idea fue reimaginada como una serie de televisión para Fox. En 2015, el desarrollo del proyecto se trasladó a The CW, donde se ordenó un piloto para la serie. La filmación se lleva a cabo en Vancouver, Columbia Británica.
La serie presenta un elenco basado en los personajes de Archie Comics, con KJ Apa en el papel de Archie Andrews; Lili Reinhart como Betty Cooper, Camila Mendes como Veronica Lodge y Cole Sprouse como Jughead Jones, el narrador de la serie. El elenco también presenta a Madelaine Petsch como Cheryl Blossom, Ashleigh Murray como Josie McCoy, Casey Cott como Kevin Keller, Ross Butler y Charles Melton como Reggie Mantle, y Vanessa Morgan como Toni Topaz. Otros personajes de la serie incluyen a los padres de los personajes principales: Luke Perry como Fred Andrews, Mädchen Amick como Alice Cooper, Marisol Nichols y Mark Consuelos como Hermione y Hiram Lodge, y Skeet Ulrich como FP Jones.
La serie debutó el 26 de enero de 2017 con críticas positivas. El 7 de enero de 2020, The CW renovó la serie para una quinta temporada, que se estrenó el 20 de enero de 2021. El 3 de febrero de 2021, la serie fue renovada para una sexta temporada. El 22 de marzo de 2022, la serie fue renovada para una séptima temporada que será la última.

## Sinopsis
La serie sigue la vida de un grupo de adolescentes en el pequeño pueblo Riverdale y explora la oscuridad oculta detrás de su imagen aparentemente perfecta.

## Elenco y personajes
| Actor                      | Personaje      | Temporadas | Temporadas | Temporadas | Temporadas | Temporadas | Temporadas | Temporadas |
| Actor                      | Personaje      | 1          | 2          | 3          | 4          | 5          | 6          | 7          |
| -------------------------- | -------------- | ---------- | ---------- | ---------- | ---------- | ---------- | ---------- | ---------- |
| KJ Apa                     | Archie Andrews | Principal  | Principal  | Principal  | Principal  | Principal  | Principal  | Principal  |
| Lili Reinhart              | Betty Cooper   | Principal  | Principal  | Principal  | Principal  | Principal  | Principal  | Principal  |
| Camila Mendes              | Veronica Lodge | Principal  | Principal  | Principal  | Principal  | Principal  | Principal  | Principal  |
| Cole Sprouse               | Jughead Jones  | Principal  | Principal  | Principal  | Principal  | Principal  | Principal  | Principal  |
| Marisol Nichols            | Hermione Lodge | Principal  | Principal  | Principal  | Principal  | Principal  | Invitada   | Invitada   |
| Madelaine Petsch           | Cheryl Blossom | Principal  | Principal  | Principal  | Principal  | Principal  | Principal  | Principal  |
| Ashleigh Murray            | Josie McCoy    | Principal  | Principal  | Principal  | Principal  | Invitada   |            | Invitada   |
| Mädchen Amick              | Alice Cooper   | Principal  | Principal  | Principal  | Principal  | Principal  | Principal  | Principal  |
| Luke Perry                 | Fred Andrews   | Principal  | Principal  | Principal  |            |            |            |            |
| Mark Consuelos             | Hiram Lodge    |            | Principal  | Principal  | Principal  | Principal  | Invitado   | Invitado   |
| Casey Cott                 | Kevin Keller   | Recurrente | Principal  | Principal  | Principal  | Principal  | Principal  | Principal  |
| Skeet Ulrich               | FP Jones       | Recurrente | Principal  | Principal  | Principal  | Principal  |            |            |
| Ross Butler/Charles Melton | Reggie Mantle  | Recurrente | Recurrente | Principal  | Principal  | Principal  | Principal  | Principal  |
| Vanessa Morgan             | Toni Topaz     |            | Recurrente | Principal  | Principal  | Principal  | Principal  | Principal  |
| Drew Ray Tanner            | Fangs Fogarty  |            | Recurrente | Recurrente | Recurrente | Principal  | Principal  | Principal  |
| Erinn Westbrook            | Tabitha Tate   |            |            |            |            | Principal  | Principal  | Principal  |

Notas
1. ↑  En la quinta temporada, se acredita a Nichols como una miembro regular a través del «Capítulo Ochenta: Purgatorio» (5.04); sin embargo, desde el próximo episodio en adelante, Nichols no aparece hasta el «Chapter Eighty-Eight: Citizen Lodge» (5.12) donde se le acredita como una estrella invitada especial.
2. ↑  Murray es acreditada como principal en «Chapter Fifty-Eight: In Memoriam». En todos los episodios posteriores de la temporada cuatro, ella no aparece.
3. ↑  En la quinta temporada, Ulrich es acreditado como principal hasta el episodio «Chapter Seventy-Nine: Graduation».
4. ↑  Reggie Mantle fue interpretado por Ross Butler durante la primera temporada.
5. ↑  Westbrook es acreditada como principal desde «Chapter Eighty: Purgatorio» hasta (7.01), luego como estrella invitada especial en los episodios que aparece.

## Episodios
| Temporada | Temporada | Episodios | Episodios | Emisión original        | Emisión original     |
| Temporada | Temporada | Episodios | Episodios | Primera emisión         | Última emisión       |
| --------- | --------- | --------- | --------- | ----------------------- | -------------------- |
|           | 1         | 13        | 13        | 26 de enero de 2017     | 11 de mayo de 2017   |
|           | 2         | 22        | 22        | 11 de octubre de 2017   | 16 de mayo de 2018   |
|           | 3         | 22        | 22        | 10 de octubre de 2018   | 15 de mayo de 2019   |
|           | 4         | 19        | 19        | 9 de octubre de 2019    | 6 de mayo de 2020    |
|           | 5         | 19        | 19        | 20 de enero de 2021     | 6 de octubre de 2021 |
|           | 6         | 22        | 22        | 16 de noviembre de 2021 | 31 de julio de 2022  |
|           | 7         | 20        | 20        | 29 de marzo de 2023     | 23 de agosto de 2023 |

## Producción

### Desarrollo
El 23 de octubre de 2014, se dio a conocer que Greg Berlanti y Roberto Aguirre-Sacasa estaban adaptando Archie para un piloto de televisión en el cual se interesó la cadena Fox. Sin embargo, el 10 de julio de 2015 se reveló que el proyecto estaba bajo desarrollo de The CW, ordenando la realización de un episodio piloto el 29 de enero de 2016. El 12 de mayo de 2016, The CW escogió el piloto del proyecto para desarrollar una serie. El rodaje del piloto se inició el 14 de marzo y terminó el 1 de abril. La producción de los 12 episodios restantes de la primera temporada comenzó el 7 de septiembre en Vancouver. La serie fue renovada para una segunda temporada el 7 de marzo de 2017, que fue estrenada el 11 de octubre de 2017. La producción de la segunda temporada volvió a Vancouver y a Langley.
La fotografía principal comenzó a mediados de junio de 2017.

### Localización
A pesar de que existen cuatro municipios llamados Riverdale (Dakota del Norte; condado de Kossuth, Iowa; condado de Watonwan, Minnesota; condado de Buffalo, Nebraska) todos están desvinculados con la serie de televisión y no se ha rodado en ninguno de ellos. Riverdale fue rodada en Vancouver, Canadá; y alguna localización concreta en Langley, Virginia. Además de las instituciones privadas, también se utilizaron calles en Rose Garden de Queen's Park y casas particulares en Queens Ave en New Westminster y East 3rd Avenue en Vancouver. Además se usaron el histórico Fort Langley Community Hall, la iglesia de St. Andrew's United, Riverview Mental Hospital en Coquitlam para escenas concretas.
| Localización ficticia                                          | Localización real                                                                                            |
| -------------------------------------------------------------- | --- |
| Cafetería Pop's Chock'lit Shoppe                               | Construcción en un plató en Langley. Para el capítulo piloto se usó Rocko’s Family Diner situado en Mission. |
| Exteriores del río Sweetwater                                  | Lago Alouette. Golden Ears Provincial Park.                                                                  |
| Instituto de Riverdale (base)                                  | John Oliver Secondary School en Vancouver                                                                    |
| Instituto de Riverdale (fachada)                               | Lord Byng Secondary School                                                                                   |
| Salón de actos del Instituto de Riverdale                      | Point Grey Secondary School                                                                                  |
| Campo de fútbol del instituto de Riverdale                     | Bear Creek Park en Surrey                                                                                    |
| Whyte Wyrm (Bar de las serpientes en el lado sur de Riverdale) | Gabby's Country Cabaret                                                                                      |
| Drive-in (Autocine)                                            | Twilight Drive-in de Aldergrove                                                                              |
| The Pembroke (Edificio donde viven los Lodge)                  | The Permanent, Vancouver                                                                                     |
| Thornhill (Mansión de los Blossom)                             | Cecil Green Park House en la Universidad de British Columbia y Copper Stone Mansion en South Langley         |

### Casting
El 9 de febrero de 2016 se reveló que Lili Reinhart y Cole Sprouse fueron elegidos para dar vida a Betty Cooper y Jughead Jones, respectivamente. El 24 de febrero, se dio a conocer que Luke Perry interpretaría a Fred Andrews, el padre de Archie. Así mismo, se dio a conocer que K.J. Apa sería el encargado de dar vida a Archie Andrews, Ashleigh Murray a Josie McCoy y Madelaine Petsch como Cheryl Blossom. Dos días más tarde se anunció que Camila Mendes fue contratada para interpretar a Verónica Lodge. El 3 de marzo, Marisol Nichols fue anunciada como la intérprete de Hermione Lodge, la madre de Verónica. Un día después, se dio a conocer que Mädchen Amick fue elegida para dar vida a Alice Cooper, la madre de Betty. El 11 de marzo, se anunció que Casey Cott fue contratado para interpretar a Kevin Keller, el primer personaje abiertamente gay en el cómic.
El casting de Archie fue un proceso difícil, con Aguirre-Sacasa declarando "Creo que literalmente vimos a cada joven pelirrojo en LA. Sin duda, se sintió de esa manera". El equipo de producción encontró a KJ Apa sólo tres días antes de que tuvieran que presentar pruebas de pantalla a la red, lo que creó tensión en los últimos días antes de la presentación del estudio.
El 25 de abril de 2017, se anunció que Mark Consuelos estará en la segunda temporada para interpretar al padre de Verónica Lodge, Hiram Lodge. Su participación fue como segunda opción debido a su papel en Pitch pero la cancelación de la serie fue anunciado el 1 de mayo de 2017. El 12 de mayo de 2017, se anunció que Charles Melton fue elegido para interpretar a Reggie en la temporada 2, ya que Ross Butler no podrá debido a que es uno de los personajes principales en la serie 13 Reasons Why. Además el mismo día se anunció que Casey Cott fue promovido a la serie como regular.
El 14 de julio de 2017, se anunció que Brit Morgan fue elegida como recurrente en el papel de Penny Peabody. El 11 de agosto de 2017, se anunció que Graham Phillips había sido elegido para interpretar a Nick St. Clair, el exnovio de Verónica de Nueva York.
El 2 de mayo de 2018, se anunció que Vanessa Morgan y Charles Melton fueron promovidos al elenco principal. El 22 de julio de 2018, se anunció que Penelope Ann Miller aparecería interpretando a la Sra. Wright. El 10 de agosto de 2018, se anunció que Michael Consuelos, el hijo de Mark Consuelos, se unió al elenco para interpretar una versión joven de Hiram Lodge en el episodio 39. Además, una semana después se confirmó que Anthony Michael Hall se unió al elenco para interpretar al Director Featherhead en el mismo episodio.

## Banda sonora
A lo largo de la serie se presentan actuaciones musicales, una mezcla de covers y originales. Las canciones interpretadas en episodios son lanzadas como sencillos digitales después de la transmisión; WaterTower Music lanzó una compilación digital para las canciones de la temporada 1 el 12 de mayo de 2017; la temporada 2 el 18 de mayo de 2018 y la temporada 3 el 17 de mayo de 2019.
Un álbum de partituras de Blake Neely para la temporada 1 fue lanzado en disco compacto por La-La Land Records, y simultáneamente en descarga por WaterTower Music, el 18 de julio de 2017. El álbum de la temporada 2 con partituras de Blake Neely y Sherri Chung fue lanzado en formato digital por WaterTower Music el 16 de noviembre de 2018.
WaterTower Music publicó las canciones interpretadas en los episodios musicales en álbumes digitales separados. la banda sonora de Carrie: The Musical fue lanzado el 19 de abril de 2018 seguido de una edición en vinilo lanzada en las tiendas Urban Outfitters el 13 de julio. la banda sonora de Heathers: The Musical' fue lanzado el 21 de marzo de 2019.
Un álbum de partituras de Blake Neely para la temporada 1 fue lanzado en disco compacto por La-La Land Records, y simultáneamente en descarga por WaterTower Music, el 18 de julio de 2017. El álbum de la temporada 2 con partituras de Blake Neely y Sherri Chung fue lanzado en formato digital por WaterTower Music el 16 de noviembre de 2018.
WaterTower Music publicó las canciones interpretadas en los episodios musicales en álbumes digitales separados. la banda sonora de Carrie: The Musical fue lanzado el 19 de abril de 2018 seguido de una edición en vinilo lanzada en las tiendas Urban Outfitters el 13 de julio. la banda sonora de Heathers: The Musical' fue lanzado el 21 de marzo de 2019.

### Temporada 1
| Riverdale: Season 1 (Original Television Soundtrack) | |                                                                     |          |  |
| N.º                                                  | Título | Intérprete(s)                                                       | Duración |  |
| 1.                                                   | «The Song That Everyone Sings» | KJ Apa                                                              | 3:46     |  |
| 2.                                                   | «Fear Nothing» | Ashleigh Murray, Asha Bromfield y Hayley Law                        | 2:37     |  |
| 3.                                                   | «All Through The Night» | Ashleigh Murray, Asha Bromfield y Hayley Law                        | 2:37     |  |
| 4.                                                   | «Dance Dance Dance» | KJ Apa                                                              | 1:00     |  |
| 5.                                                   | «Candy Girl (Sugar, Sugar) (Cover de la versión de Inner Circle feat. Flo Rida; versión completa, Petsch no se escucha en la versión aireada.)» | Ashleigh Murray, Asha Bromfield, Hayley Law y Madelaine Petsch      | 2:19     |  |
| 6.                                                   | «I Feel Love» | Ashleigh Murray, Asha Bromfield, Hayley Law y Camila Mendes         | 3:11     |  |
| 7.                                                   | «I'll Try» | KJ Apa                                                              | 3:15     |  |
| 8.                                                   | «I Got You» | KJ Apa y Hayley Law                                                 | 3:32     |  |
| 9.                                                   | «Kids in America» | KJ Apa y Camila Mendes                                              | 2:55     |  |
| 10.                                                  | «Our Fair Riverdale» | Ashleigh Murray, Asha Bromfield, Hayley Law y Camila Mendes         | 1:19     |  |
| 11.                                                  | «Astronaut» | Ashleigh Murray, Asha Bromfield y Hayley Law                        | 3:28     |  |
| 12.                                                  | «These Are the Moments I Remember» | Ashleigh Murray, Asha Bromfield, Hayley Law, Camila Mendes y KJ Apa | 2:58     |  |
| 32:16                                                | |                                                                     |          |  |

| Riverdale: Season 1 (Original Television Score) |                              |               |          |  |
| N.º                                             | Título                       | Intérprete(s) | Duración |  |
| 1.                                              | «Riverdale»                  | Blake Neely   | 2.58     |  |
| 2.                                              | «If You Love Me»             | Blake Neely   | 2:06     |  |
| 3.                                              | «Viral Gossip in Town»       | Blake Neely   | 3:08     |  |
| 4.                                              | «Everyone a Suspect»         | Blake Neely   | 2:33     |  |
| 5.                                              | «Receiving the Jersey»       | Blake Neely   | 1:56     |  |
| 6.                                              | «Doubts and Accusations»     | Blake Neely   | 2:24     |  |
| 7.                                              | «All is OK With Milkshakes»  | Blake Neely   | 2:48     |  |
| 8.                                              | «Long Reach»                 | Blake Neely   | 3:47     |  |
| 9.                                              | «Ended Up Drowning»          | Blake Neely   | 4:11     |  |
| 10.                                             | «Irreconcilable»             | Blake Neely   | 3:25     |  |
| 11.                                             | «So Many Questions»          | Blake Neely   | 2:42     |  |
| 12.                                             | «A Gift / Forced to Leave»   | Blake Neely   | 3:23     |  |
| 13.                                             | «Not Making the Play»        | Blake Neely   | 3:25     |  |
| 14.                                             | «Overwhelming Evidence»      | Blake Neely   | 3:53     |  |
| 15.                                             | «Realizations»               | Blake Neely   | 2:02     |  |
| 16.                                             | «Do You Feel Guilty?»        | Blake Neely   | 2:38     |  |
| 17.                                             | «Into the Woods»             | Blake Neely   | 3:21     |  |
| 18.                                             | «Name of the Game»           | Blake Neely   | 3:38     |  |
| 19.                                             | «Angry and Vulnerable Girls» | Blake Neely   | 2:52     |  |
| 20.                                             | «Results of the Father»      | Blake Neely   | 4:39     |  |
| 21.                                             | «Your Father Was Arrested»   | Blake Neely   | 2:44     |  |
| 22.                                             | «The Recording»              | Blake Neely   | 4:12     |  |
| 23.                                             | «Oh, Mommy!»                 | Blake Neely   | 3:51     |  |
| 24.                                             | «What Floats Beneath»        | Blake Neely   | 3:29     |  |
| 25.                                             | «Never Safe»                 | Blake Neely   | 1:59     |  |

## Lanzamiento

### Emisión
Netflix adquirió los derechos de Riverdale para su emisión internacional, haciéndolo disponible menos de un día después de su estreno original en Estados Unidos. Está también disponible en Movistar+ en España, que están todas las temporadas.

### Promoción
En julio de 2016, los miembros del reparto y los productores ejecutivos asistieron en el San Diego Comic-Con para promover su próxima serie, dónde estrenaron el primer episodio "Chapter One: The River's Edge". El primer tráiler fue lanzado a principios de diciembre de 2016, mientras unos teasers adicionales fueron estrenadas en ese mes y en 2017. The CW además promocionó varios videos de Tastemade, donde cocinaron diversas comidas que son populares en el universo de Archie.

### Adaptación del cómic
Junto con la promoción a gran escala de la serie de televisión en sus cómics regulares desde enero de 2017, Archie Comics están planeando lanzar una adaptación del cómic de Riverdale, con arcos de la historia auxiliares establecidos dentro de la continuidad de la propia serie de televisión. La adaptación del cómic está siendo dirigida por Roberto Aguirre-Sacasa, junto con varios otros escritores de la serie. Junto a un número piloto de un solo disparo, ilustrado por Alitha Martinez, publicado en marzo de 2017, el primer número de Riverdale de la serie de cómics está listo para lanzarse a partir de abril de 2017.
Además de la adaptación, Archie Comics están liberando una serie de novelas gráficas de compilación de marca bajo el título Camino a Riverdale. Esta serie cuenta con los primeros números de la línea de reinicio de All-New Riverdale, la introducción de la audiencia de la serie televisiva de la serie regular de historietas en curso que la inspiró. Archie Comics planea volver a imprimir los volúmenes de Camino a Riverdale en los meses siguientes como revistas. El primer volumen fue lanzado en marzo de 2017.

## Recepción

### Respuesta crítica
| Temporada | Temporada | Respuesta crítica | Respuesta crítica |
| Temporada | Temporada | Rotten Tomatoes   | Metacritic        |
| --------- | --------- | ----------------- | ----------------- |
|           | 1         | 88% (54 reseñas)  | 68 (36 reseñas)   |
|           | 2         | 87% (13 reseñas)  | —                 |
|           | 3         | 94% (17 reseñas)  | —                 |
|           | 4         | 84% (63 reseñas)  | —                 |

La primera temporada de Riverdale recibió comentarios generalmente positivos de los críticos. En Rotten Tomatoes, obtuvo un rango de 88% de "fresco" basado en 54 reseñas, con un promedio de 6.62/10 y el consenso dice, "Riverdale ofrece una reinvención consciente de sí mismo con gracia de su material de origen clásico que demuestra misterio, rareza, atrevimiento, y sobre todo adictivo." En Metacritic, la temporada recibió un porcentaje de 68% basado en 36 críticas, indicando "comentarios generalmente positivos". TVLine le dio a la serie una "B+" diciendo, 'Riverdale, en realidad termina siendo una novela adolescente artísticamente hecho a mano y al instante atractivo, lleno de potencial".
Algunos críticos han criticado la serie por su manejo de personajes minoritarios. Mientras revisaba la primera temporada, Kadeen Griffiths de Bustle declaró que "el espectáculo marginaliza e ignora a las personas de color en el reparto hasta el punto en el que pueden no estar allí". En un artículo para Vulture, Angelica Jade Bastien discutió el tratamiento de la serie con Josie y las Pussycats (cada una interpretadas por afroamericanas), señalando: "No son personajes tanto como son un vehículo para un mensaje. Josie y sus compañeros están dispuestos a comunicar el mensaje de que Riverdale es más moderno e inclusivo que los dramas adolescentes del pasado, a pesar de que todavía tiene que demostrarlo más allá de su casting". Monique Jones de Ebony señaló, "A pesar de las opciones de casting multirraciales del espectáculo, parece que Riverdale sigue siendo una ciudad en su mayoría blanca". También expresó su afición por la relación entre Archie Andrews y Valerie Brown, pero declaró que "Archie no debe ser lo que hace Valerie interesante para nosotros".

### Premios y nominaciones
| Año  | Premiación             | Nominado(s)                    | Categoría                                    | Resultado | Ref.                 |
| ---- | ---------------------- | ------------------------------ | -------------------------------------------- | --------- | -------------------- |
| 2017 | Premios Saturn         | KJ Apa                         | Mejor actor joven en una serie de televisión | Nominado  | [ 81 ] [ 82 ]        |
| 2017 | Premios Saturn         | KJ Apa                         | Premio al actor revelación                   | Ganador   | [ 81 ]               |
| 2017 | Premios Saturn         | Riverdale                      | Mejor serie de televisión de acción          | Ganador   | [ 81 ]               |
| 2017 | Teen Choice Awards     | Riverdale                      | Mejor serie de drama                         | Ganador   | [ 83 ] [ 84 ] [ 85 ] |
| 2017 | Teen Choice Awards     | Riverdale                      | Programa de televisión revelación            | Ganador   | [ 83 ] [ 84 ] [ 85 ] |
| 2017 | Teen Choice Awards     | KJ Apa                         | Estrella de televisión revelación            | Nominado  | [ 83 ] [ 84 ] [ 85 ] |
| 2017 | Teen Choice Awards     | Lili Reinhart                  | Estrella de televisión revelación            | Ganador   | [ 83 ] [ 84 ] [ 85 ] |
| 2017 | Teen Choice Awards     | Cole Sprouse                   | Mejor actor de televisión de drama           | Ganador   | [ 83 ] [ 84 ] [ 85 ] |
| 2017 | Teen Choice Awards     | Lili Reinhart y Cole Sprouse   | Mejor relación                               | Ganador   | [ 83 ] [ 84 ] [ 85 ] |
| 2017 | Teen Choice Awards     | Camila Mendes                  | Roba escenas de televisión                   | Ganador   | [ 83 ] [ 84 ] [ 85 ] |
| 2017 | Teen Choice Awards     | Madelaine Petsch               | Mejor alborotador                            | Ganador   | [ 83 ] [ 84 ] [ 85 ] |
| 2018 | Dorian Awards          | Riverdale                      | Mejor serie de año                           | Nominado  | [ 86 ]               |
| 2018 | Shorty Awards          | Riverdale                      | Mejor serie de televisión                    | Nominado  | [ 87 ]               |
| 2018 | Premios Saturn         | Riverdale                      | Mejor serie de acción-suspenso               | Nominado  | [ 88 ]               |
| 2018 | Premios Saturn         | KJ Apa                         | Mejor actor/actriz joven                     | Nominado  | [ 88 ]               |
| 2018 | Premios Saturn         | Lili Reinhart                  | Mejor actor/actriz joven                     | Nominada  | [ 88 ]               |
| 2018 | Premios Saturn         | Cole Sprouse                   | Mejor actor/actriz joven                     | Nominado  | [ 88 ]               |
| 2018 | MTV Movie & TV Awards  | Riverdale                      | Mejor serie de televisión                    | Nominado  | [ 89 ]               |
| 2018 | MTV Movie & TV Awards  | KJ Apa y Camila Mendes         | Mejor beso                                   | Nominado  | [ 89 ]               |
| 2018 | MTV Movie & TV Awards  | Madelaine Petsch               | Roba escenas                                 | Ganadora  | [ 89 ]               |
| 2018 | Teen Choice Awards     | Riverdale                      | Mejor serie de drama                         | Ganador   | [ 90 ]               |
| 2018 | Teen Choice Awards     | KJ Apa                         | Mejor actor de televisión de drama           | Nominado  | [ 90 ]               |
| 2018 | Teen Choice Awards     | Cole Sprouse                   | Mejor actor de televisión de drama           | Ganador   | [ 90 ]               |
| 2018 | Teen Choice Awards     | Camila Mendes                  | Mejor actriz de televisión de drama          | Nominada  | [ 90 ]               |
| 2018 | Teen Choice Awards     | Lili Reinhart                  | Mejor actriz de televisión de drama          | Ganadora  | [ 90 ]               |
| 2018 | Teen Choice Awards     | Mark Consuelos                 | Mejor villano en televisión                  | Ganador   | [ 90 ]               |
| 2018 | Teen Choice Awards     | Vanessa Morgan                 | Estrella de televisión revelación            | Ganadora  | [ 90 ]               |
| 2018 | Teen Choice Awards     | Cole Sprouse y Lili Reinhart   | Mejor química                                | Ganadores | [ 90 ]               |
| 2018 | Teen Choice Awards     | KJ Apa y Camila Mendes         | Mejor química                                | Nominados | [ 90 ]               |
| 2018 | Teen Choice Awards     | Cole Sprouse y Lili Reinhart   | Mejor beso                                   | Ganadores | [ 90 ]               |
| 2018 | Teen Choice Awards     | Vanessa Morgan                 | Mejor ladrón de escena                       | Ganadora  | [ 90 ]               |
| 2018 | Teen Choice Awards     | Madelaine Petsch               | Mejor alborotador/a                          | Ganadora  | [ 90 ]               |
| 2019 | MTV Movie & TV Awards  | Riverdale                      | Mejor serie                                  | Nominada  | [ 91 ]               |
| 2019 | MTV Movie & TV Awards  | Camila Mendes y Charles Melton | Mejor beso                                   | Nominados | [ 91 ]               |
| 2019 | Teen Choice Awards     | Riverdale                      | Mejor serie de drama                         | Ganador   | [ 92 ]               |
| 2019 | Teen Choice Awards     | KJ Apa                         | Mejor actor de televisión de drama           | Nominado  | [ 92 ]               |
| 2019 | Teen Choice Awards     | Cole Sprouse                   | Mejor actor de televisión de drama           | Ganador   | [ 92 ]               |
| 2019 | Teen Choice Awards     | Camila Mendes                  | Mejor actriz de televisión de drama          | Nominada  | [ 92 ]               |
| 2019 | Teen Choice Awards     | Lili Reinhart                  | Mejor actriz de televisión de drama          | Ganadora  | [ 92 ]               |
| 2019 | Premios Saturn         | Riverdale                      | Mejor serie de acción                        | Nominada  | [ 93 ]               |
| 2019 | Premios Saturn         | KJ Apa                         | Mejor actor joven en serie de televisión     | Nominado  | [ 93 ]               |
| 2019 | Premios Saturn         | Cole Sprouse                   | Mejor actor joven en serie de televisión     | Nominado  | [ 93 ]               |
| 2020 | People's Choice Awards | Riverdale                      | Espectáculo dramático                        | Ganador   | [ 94 ]               |
| 2020 | People's Choice Awards | Cole Sprouse                   | Estrella de televisión masculina             | Ganador   | [ 94 ]               |
| 2020 | People's Choice Awards | Lili Reinhart                  | Estrella de televisión femenina              | Nominada  | [ 94 ]               |
| 2020 | People's Choice Awards | Cole Sprouse                   | Estrella de televisión dramática             | Nominado  | [ 94 ]               |

## Series derivadas

### Chilling Adventures of Sabrina
En septiembre de 2017, se informó que una serie de televisión de acción en vivo, titulado Chilling Adventures of Sabrina, estaba siendo desarrollada para The CW por Warner Bros. Television y Berlanti Productions, con un lanzamiento previsto en 2018–19. La serie acompañaría a Riverdale. Lee Toland Krieger dirigiría el piloto, que sería escrito por Aguirre-Sacasa. Ambos son productores ejecutivos junto con Berlanti, Schechter, y Goldwater. En diciembre de 2017, se reportó que el proyecto se movió a Netflix con un nuevo título y con una orden de dos temporadas compuesta por 10 episodios cada una. En enero de 2018, se anunció que el papel principal de Sabrina Spellman sería retratada por Kiernan Shipka. El 6 de agosto de 2018, el presidente de The CW, Mark Pedowitz, dijo que no había planes para un crossover entre Riverdale y Chilling Adventures of Sabrina. Aguirre-Sacasa dijo: "Creo que en este momento solo nos estamos asegurando de que las series tengan su propia identidad y su propio conjunto de reglas".

### Katy Keene
El 6 de agosto de 2018, se anunció que una nueva serie derivada estaba pasando por sus primeras etapas y sería muy diferente a Riverdale. Roberto Aguirre-Sacasa desarrolla el proyecto para The CW. El 23 de enero de 2019, The CW ordenó el piloto para la serie que «[seguirá] las vidas y los amores de cuatro personajes icónicos de Archie Comics — incluida la próxima leyenda de la moda, Katy Keene — mientras persiguen sus sueños en la ciudad de Nueva York. Narra los orígenes y las luchas de cuatro aspirantes a artistas que intentan llegar a Broadway, a la pista y al estudio de grabación».